# Rainer Wolffhardt
Rainer Wolffhardt (* 27. August 1927 in Hanau; † 9. September 2017 in Engratshofen) war ein deutscher Filmregisseur und Drehbuchautor. Er inszenierte mehr als 100 Fernsehspiele, Literaturadaptionen und Serien.

## Leben
Rainer Wolffhardt wuchs in München als der älteste von sechs Geschwistern auf. 1943 wurde er als Flakhelfer eingezogen. Nach Kriegsende studierte er zunächst Klassische Philologie.
Wolffhardt besuchte von 1946 bis 1948 im ersten Jahrgang nach dem Krieg die Otto-Falckenberg-Schule. Nach nur zwei Jahren Ausbildung wurde er direkt an den Münchner Kammerspielen als Schauspieler engagiert. Nach kurzer Zeit im Ensemble arbeitete er dort bald als Regieassistent u. a. für Bertolt Brecht, Hans Schweikart und Fritz Kortner.
Seit 1957 war Wolffhardt für das Fernsehen tätig; erst für den Süddeutschen Rundfunk, ab 1973 als freier Regisseur u. a. für den Bayerischen Rundfunk. Rainer Wolffhardt verfilmte viele bayerische Klassiker, z. B. von Ludwig Thoma, Oskar Maria Graf, Lena Christ und Franz Xaver Kroetz. Sein Schwerpunkt lag auf Fernsehspielen mit politisch-historischem Hintergrund. Einer seiner größten Erfolge war die Fernsehserie Löwengrube, die er zusammen mit dem Drehbuchautor Willy Purucker schuf.
Wolffhardts erste Frau war die Malerin Barbara Gittner; dieser Ehe entstammen seine beiden Söhne Andreas und Johannes.
Seit 1982 war er mit der Schauspielerin Britta Fischer-Wolffhardt verheiratet. Das Paar bekam eine gemeinsame Tochter, Esther. Wolffhardt lebte zuletzt im Dorf Engratshofen, wo er auch verstorben ist.

## Filmografie (Auswahl)
- 1957: Weikersheim – Eine kleine Stadt wird gefilmt (Fernsehfilm)
- 1958: Besuch aus der Zone (mit Siegfried Lowitz und Werner Peters)
- 1958: Moral (Fernsehspiel nach dem Drama von Ludwig Thoma)
- 1959: Bei Anruf – Mord (mit Siegfried Lowitz und Heinz Drache)
- 1959: Straße der Gerechten (mit Siegfried Lowitz, Günter Pfitzmann und Wolfgang Preiss)
- 1960: Der Schlagbaum (mit Wolfgang Büttner und Rudolf Vogel)
- 1960: Der Hauptmann von Köpenick (mit Rudolf Platte und Alexander Kerst)
- 1960: Der Bildhauer Otto Baum, Dokumentarfilm
- 1961: Sansibar. Drehbuch: Leopold Ahlsen, nach dem gleichnamigen Roman von Alfred Andersch. Mit Robert Graf (Gregor), Beatrice Schweizer (Judith), Paul Dahlke (Knudsen), Carl Lange (Helander), Jens-Joachim Neitzel (Junge), Ola Svensson, Josef Sieber, Detlof Krüger, Edith Heerdegen, Hans Elwenspoek (Wirt), Joachim Ernst (Doktor Frerking), Dierk Hardebeck, Anneliese Hartnack
- 1963: Die Probe oder Die bestrafte Liebe (mit Peter Pasetti und Heidelinde Weis)
- 1963: Die Entscheidung (mit Paul Dahlke und Rosemarie Fendel)
- 1964: Zeitvertreib (mit Anneli Granget und Hans Hermann Schaufuß)
- 1964: Tote ohne Begräbnis (mit Werner Schumacher und Herbert Fleischmann)
- 1966–1972: Pater Brown (Serie) (mit Josef Meinrad und Guido Wieland)
- 1967: Biedermann und die Brandstifter (mit Siegfried Lowitz und Bruni Löbel)
- 1968: Berliner Antigone (mit Donata Höffer und Dieter Borsche)
- 1968: Septembergewitter (nach dem gleichnamigen Roman von Friedo Lampe (mit Heidelind Lutosch und Hans Tügel))
- 1969: Sag’s dem Weihnachtsmann (Fernsehfilm) mit Heinz Rühmann
- 1972: Auf Befehl erschossen (mit Jürgen Prochnow, Christoph Felsenstein, Ingrid Steeger, Friedrich G. Beckhaus und Udo Vioff)
- 1972: Mandala (mit Heinz Bennent, Xenia Pörtner und Dieter Kirchlechner)
- 1975: Der Alte (Fernsehfilm, mit Herbert Stass und Claus Theo Gärtner)
- 1975: Haus ohne Hüter (mit Karin Baal, Lina Carstens, Günter Lamprecht)
- 1975: Der Tod vor dem Sterben
- 1976: Krock & Co (mit Hans Heinz Moser)
- 1979: Anton Sittinger (mit Walter Sedlmayr und Veronika Fitz)
- 1980: Die Reventlow (Dreiteiler über Franziska zu Reventlow, mit Donata Höffer, Monika Baumgartner und Gerd Böckmann)
- 1981: Die Rumplhanni (auch als Drehbuchautor, mit Monika Baumgartner und Karl Obermayr)
- 1983: Martin Luther (mit Lambert Hamel und Dieter Pfaff)
- 1984: Die Dame und die Unterwelt (mit Inge Meysel und Wolfgang Preiss)
- 1984: Joseph Süß Oppenheimer (mit Jörg Pleva und Manfred Krug)
- 1984: Klein aber mein! (mit Karl Obermayr und Enzi Fuchs)
- 1986: Der Unfried (mit Christine Neubauer)
- 1987: Schlange, Herz und Pantherkopf
- 1987–1991: Löwengrube (Serie mit Jörg Hube und Christine Neubauer)
- 1993: Der siebte Bua
- 1995–1996: So ist das Leben! Die Wagenfelds (erste Seifenoper auf Sat.1)
- 1997: Mali (Zweiteiler mit Christine Neubauer und Ernst Hannawald)
- 1997: Nur eine Hure (mit Mariele Millowitsch und Rainer Grenkowitz)
- 1997: Schwurgericht (Fernsehreihe)
- sowie einzelne Folgen von Fernsehreihen, unter anderem Tatort

## Auszeichnungen
- Wolffhardt erhielt 1969 beim Adolf-Grimme-Preis eine lobende Erwähnung sowie den Publikumspreis der Marler Gruppe für Berliner Antigone.
- Die Serie Löwengrube wurde 1991 mit dem Bayerischen Fernsehpreis und dem Goldenen Gong ausgezeichnet. 1992 erhielt Wolffhardt zusammen mit Willy Purucker, Jörg Hube und Christine Neubauer dafür den Adolf-Grimme-Preis mit Gold.